# Juan José Bonel y Orbe
Juan José Bonel y Orbe (Pinos del Valle, Granada, 17 de marzo de 1782 - Madrid, 11 de febrero de 1857) fue un eclesiástico católico español, obispo, arzobispo y cardenal en diversas diócesis.

## Trayectoria

### Formación
Nacido en la localidad de Pinos del Valle, en 1796 marchó a Granada para estudiar, donde tomó la beca de jurista en el Real Colegio Mayor de San Bartolomé y Santiago, graduándose con veintidós años. Se doctoró en Derecho Civil y en Derecho Canónico por la Universidad de Granada y llegando a ejercer como profesor de esta última asignatura.

### Presbítero
El 21 de diciembre de 1805 fue ordenado presbítero y destinado a la parroquia de San Pedro y San Pablo de Granada, donde permaneció hasta que en 1816 fue nombrado canónigo doctoral de Málaga y vicario general de la misma diócesis en 1827.

### Obispo
En 1830, pese a haber sido designado como nuevo obispo de Ibiza, termina ocupando el mismo cargo en Málaga debido al fallecimiento del obispo de la diócesis malagueña, tomando posesión del mismo el 12 de octubre de 1831.
El 7 de marzo de 1834 tomó posesión del obispado de Córdoba.

### Arzobispo
Cuatro años más tarde fue elegido arzobispo de Granada por el gobierno del duque de Frías, aunque no llegó a ser confirmado por el Papa por lo que continuó siendo obispo de Córdoba hasta que en 1847 fue nombrado y confirmado arzobispo de Toledo.

### Cardenal
En el Consistorio de 1850 fue elevado a cardenal presbítero de Santa María de la Paz por el papa Pío IX.

### Senador
Fue senador por las provincias de Almería (1837-1838) y Granada (1840). 

### Otros cargos
En 1839, fue elegido patriarca de las Indias Occidentales y vicario general castrense para un periodo de ocho años, cargos que ejerció al mismo tiempo de su pontificado en Córdoba.

### Curiosidades
Era tío del célebre poeta José de Espronceda, y uno de los fundadores de la Real Sociedad Económica de Amigos del País.

## Final
Con la salud muy deteriorada falleció en Madrid el 11 de febrero de 1857 y sus restos fueron inhumados en la Catedral de Toledo.

## Distinciones
Fue caballero gran cruz de la Orden de Carlos III y caballero gran cruz de la Orden de Isabel la Católica.
| Predecesor: Juan Nepomuceno Gómez Durán | Obispo de Málaga 1831 – 1834    | Sucesor: José Gómez Navas                |
| Predecesor: Pedro Antonio Trevilla      | Obispo de Córdoba 1834 – 1847   | Sucesor: Manuel Joaquín Tarancón y Morón |
| Predecesor: Pedro Inguanzo Rivero       | Arzobispo de Toledo 1847 – 1857 | Sucesor: Cirilo Alameda y Brea           |